# Pierre d'heures
 (juillet 2025).
Si vous disposez d'ouvrages ou d'articles de référence ou si vous connaissez des sites web de qualité traitant du thème abordé ici, merci de compléter l'article en donnant les références utiles à sa vérifiabilité et en les liant à la section « Notes et références ».
La Pierre d'heures est une œuvre de l'artiste Christian Renonciat située dans la ville de Reims, département français de la Marne.

## Localisation
La Pierre d’heures a été installée Place des Loges Coquault à Reims en septembre 1991. Les locaux appellent encore cette place la « place des Six-Cadrans » en référence à la période où un kiosque-horloge-réclame, donnait l’heure à six cadrans, ce qui fait le lien avec cette sculpture monumentale, haute de 6 m et pesant 15 tonnes, qui représente un cadran solaire. 

Place des Loges-Coquault
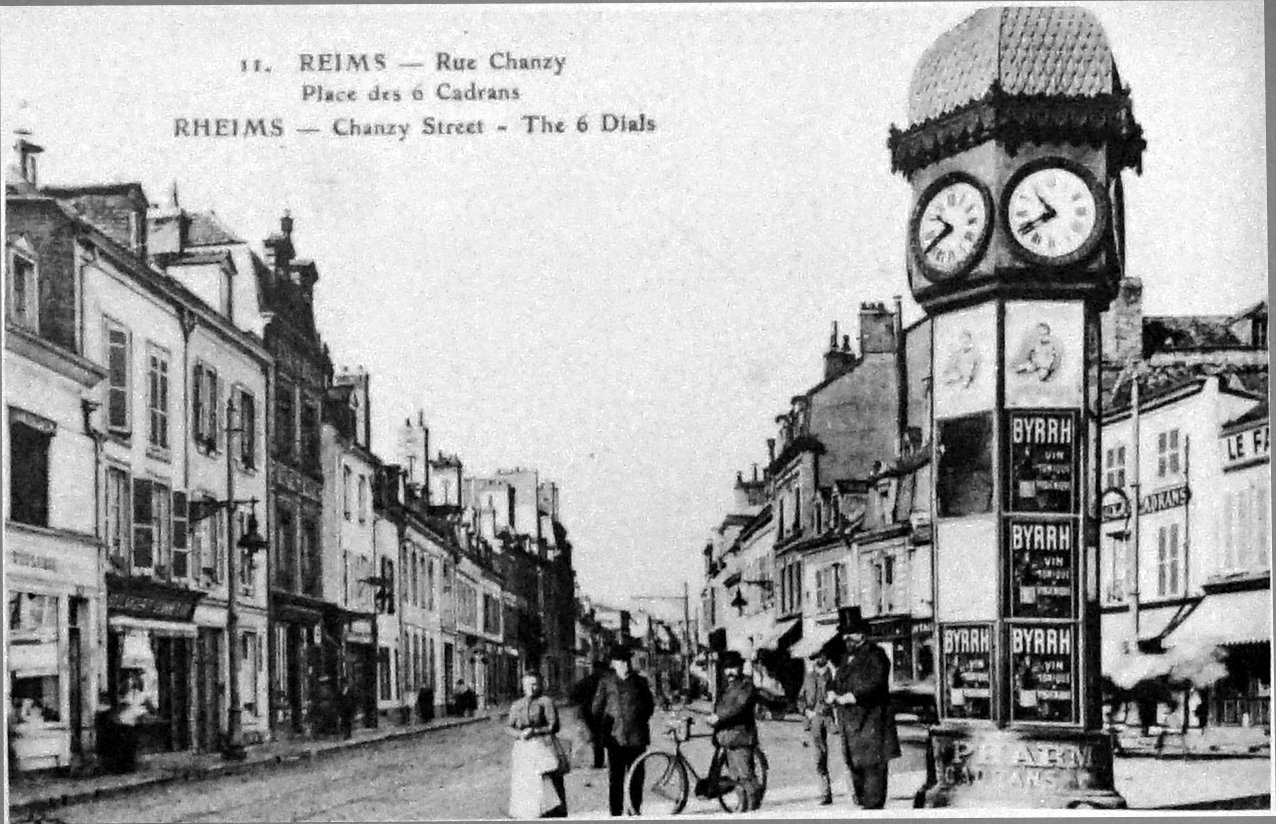
avec l'horloge.
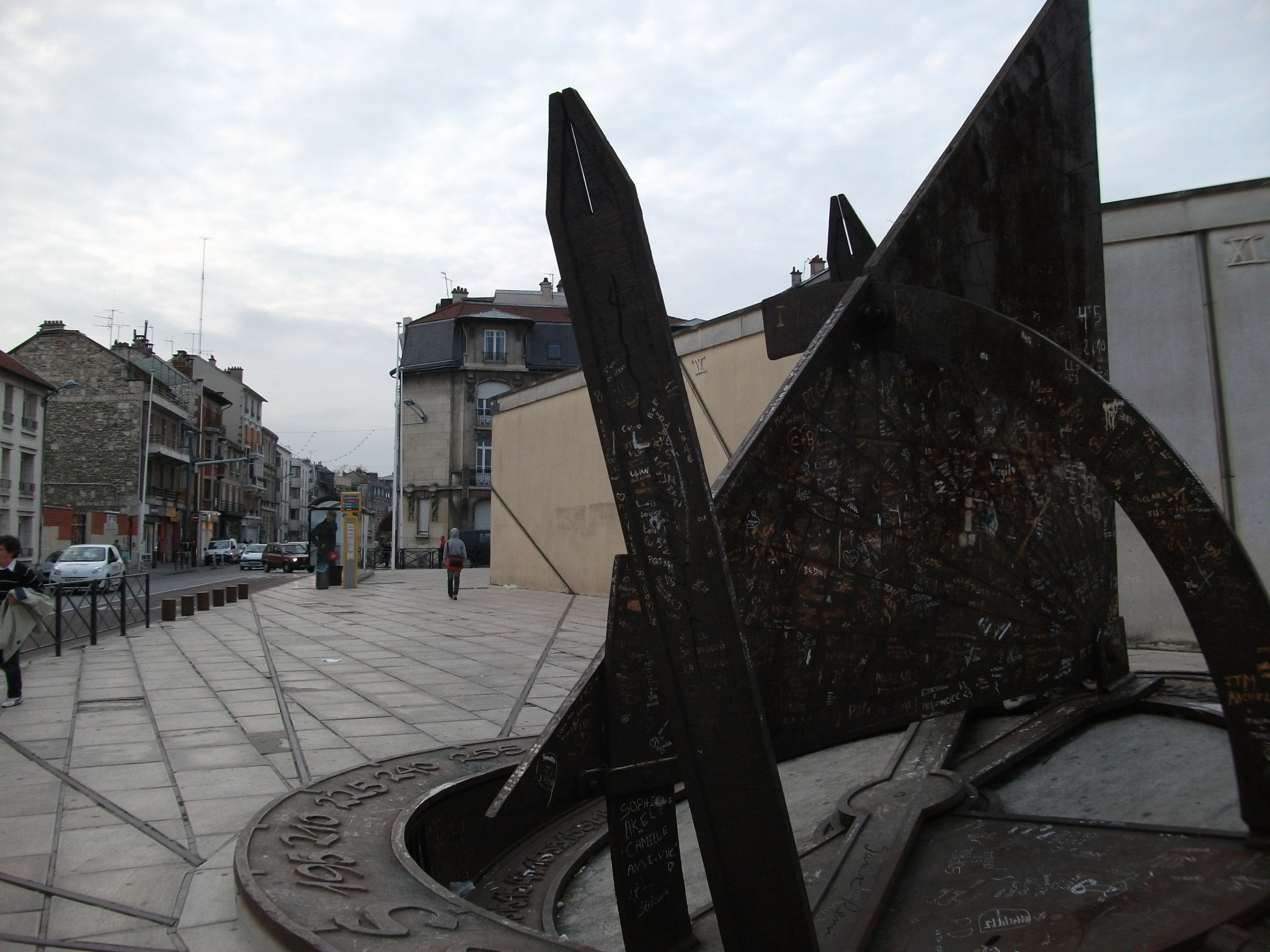
avec la sculpture.

L'implantation de cette œuvre avait pour but de redonner vie à la « Voie des Sacres ». Cette dernière, empruntée par les futurs Rois de France pour aller se faire couronner à la cathédrale Notre-Dame de Reims, a été complétée, ultérieurement, par un équipement en lampadaires bleutés pour montrer le chemin à parcourir entre la basilique Saint-Remi de Reims et la cathédrale. Cette œuvre a été financée grâce au mécénat.

## Description
De façon descriptive, cette œuvre semble combiner un cadran solaire et un sextant en métal. Le cadran solaire est constitué par le bâti du sextant, en forme de voile, dont l'ombre se reflète sur les lignes horaires. Les lignes horaires sont matérialisées sur le sol par des rails incorporés à la place et prolongés, sur le mur, par des fers plats. Les chiffres romains des heures, stylisés, sont placés sur le mur.
Sur le pourtour du cadran solaire, une couronne en acier reprend les dates de couronnement des rois de France en commençant par 496, année du baptême de Clovis. Le socle comporte la mention « 31° 57′ 35″ ».
Le sextant est constitué d'un bâti, en forme de voile. Sur l'une de ces faces est inscrite, en commençant par Clovis la liste nominative des trente-trois rois couronnées à Reims. Sur l'autre face figurent des lignes comme les graduations d'un sextant et la mention « Renonciat 1991 ». Le sextant comportent deux aiguilles dont l'une comporte la mention « Saint Remi » vers la basilique Saint Remi et l'autre « Cathédrale » vers la cathédrale.

## Signalétique
Elle dispose, à proximité, d’une plaque signalétique incorporée au sol qui reprend le titre de l’œuvre la pierre d'heures, le nom de l’auteur « Christian Renonciat », la date de réalisation « 1991 » et les références de la fonderie. Une deuxième signalétique incorporée au sol reprend la liste des donateurs de l'association « Prisme » qui a financé l’œuvre. Un totem a également été installé en 2020, pour décrire l’œuvre.